# Берндорф (Нижняя Австрия)
Берндорф (нем. Berndorf) — город в Австрии, в федеральной земле Нижняя Австрия.
Входит в состав округа Баден. Население составляет 8728 человек (на 31 декабря 2005 года). Занимает площадь 17,57 км². Официальный код — 3 06 05.

## Политическая ситуация
Бургомистр коммуны — Франц Румплер (АНП) по результатам выборов 2020 года.
Совет представителей коммуны (нем. Gemeinderat) состоит из 33 мест.
- СДПА занимает 12 места.
- АНП занимает 10 мест.
- Список будущего - Коцлик занимает 5 мест
- АПС занимает 3 места.
- Наше перемены занимает 3 места.